# Вдовин, Евгений Васильевич
Евгений Васильевич Вдовин (род. 1952) — сотрудник советских и российских органов государственной безопасности, генерал-лейтенант.

## Биография
Евгений Васильевич Вдовин родился 1 июня 1952 года в городе Орле. После окончания средней школы поступил в Тульский политехнический институт, который окончил в 1976 году. Работал инженером на различных промышленных предприятиях в Туле и Орле. В 1979 году стал секретарём комитета комсомола на заводе в Орле.
В 1979 году поступил на службу в органы Комитета государственной безопасности при Совете Министров СССР. В 1981 году окончил двухгодичные курсы Высшей школы КГБ СССР имени Ф. Э. Дзержинского, после чего служил на оперативных и руководящих должностях в Управлении Комитета государственной безопасности СССР по Орловской области.
После распада СССР продолжил службу в системе Министерства безопасности — Федеральной службы безопасности Российской Федерации. С 1995 года был заместителем начальника Федеральной службы контрразведки (безопасности) Российской Федерации по Магаданской области, с 1998 года — на такой же должности в Управлении Федеральной службы безопасности Российской Федерации по Брянской области.
В 2002—2004 годах возглавлял Управление Федеральной службы безопасности Российской Федерации по Удмуртской Республике. С 2004 года на протяжении семи лет возглавлял Татарстанское республиканское Управление ФСБ России. В июне 2011 года в звании генерал-лейтенанта вышел в отставку.
Награждён медалью ордена «За заслуги перед Отечеством» 2-й степени, а также рядом других государственных и ведомственных наград.